# Lambertz Open by STAWAG 1995
Il Lambertz Open by STAWAG 1995 è stato un torneo di tennis facente parte della categoria ATP Challenger Series nell'ambito dell'ATP Challenger Series 1995. Il torneo si è giocato a Aquisgrana in Germania dal 30 ottobre al 5 novembre 1995 su campi in sintetico (indoor).

## Vincitori

### Singolare
Jörn Renzenbrink ha battuto in finale  Martin Damm con il punteggio di 5–7, 6–3, 6–4

### Doppio
David Ekerot /  László Markovits hanno battuto in finale  Alexander Mronz /  Lars Rehmann con il punteggio di 6–7, 6–4, 7–6